# Церква Святого Лазаря (Ларнака)
Церква Святого Лазаря (грец. Ιερός Ναός Αγίου Λαζάρου, Аґіос Лазарос) — християнський храм IX століття у місті Ларнаці Республіки Кіпр; належить Кіпрської православної церкви.
Ця церква названа на честь праведного Лазаря з Віфанії, якого, згідно з Євангелія, воскресив Ісус Христос. Згідно православної традиції, Лазар після Воскресіння Христа був змушений через переслідування юдеями покинути Юдею та дістатися Кіпру, де незабаром апостоли Павло й Варнава поставили його першим єпископом Кітіону (старовинна назва Ларнаки). Після воскресіння він прожив ще 30 років, а потім вдруге помер на Кіпрі. Над його гробницею була споруджена церква святого Лазаря. В церкві праворуч біля вівтаря є печера - гробниця праведного Лазаря. Вхід у печеру ведуть сім східців, під вівтар храму. Розмір печери 6 х 12 м. Мощі праведного Лазаря знаходяться посередині: голова і половина його кісток (друга половина мощей була в Константинополі, хрестоносці в 1204-1291 р. забрали їх до Франції в м. Марсель).

## Історія
За переказами, гробниця Лазаря була розграбована в період ісламського арабського панування у середині VII століття. Але у 890 р. в м. Ларнаці була виявлена гробниця з написом «Лазар чотириденний, друг Христа» (відповідно - Ів. 11:11). За наказом імператора Лева VI частина мощів святого Лазаря була перенесена до м. Константинополя у 898 р., де були покладені в храмі Праведного Лазаря. Але голова Лазаря була залишена на Кіпрі. Перенесення мощей невдовзі стало православним святом, що відзначається 17 (30) жовтня. У кінці IX ст. - на початку X ст. над могилою Лазаря в Ларнаці була побудована церква Святого Лазаря. Вона є однією з трьох візантійських церков, що збереглися на Кіпрі. Під час хрестових походів у 1204-1291 р. частина мощей святого Лазаря була перенесена з м. Константинополя до м. Марселя, у Францію. Так виникла легенда, що Лазар проповідував у Франції, став єпископом Марселя і був похований на місці майбутнього frКафедрального собору Отену
Храм має довгасту прямокутну форму з тристоронньою апсидою на фасаді. Усередині храм розділений на три нефи з громіздкою подвійною колонадою і арковими прольотами між ними. Храм вінчали три бані та дзвіниця з південно-східного боку.
У XIII-XVI ст., за часів правління на острові лузін'ян та венеційців, храм став належати Римо-католицькій церкві, перетворений франками на монастир бенедиктинців. Пізніше ним володіли вірмени католики. З південного боку до нього був прибудований масивний портик у готичному стилі. У 1570-1571 роки османської окупації церква використовувалася як мечеттю, і три її куполи з дзвіницею були знищені. У 1589 р. турки продали її православній церкві, а в наступні два століття вона використовувалася як для православних, так і для католицьких богослужінь (до 1794 р.). У 1857 р., після завершення османського володарювання на острові Кіпр, було знову споруджено дзвіницю біля храму.
Унікальний бароковий іконостас церкви був зроблений у 1773-1782 роки, і має 120 ікон візантійського стилю. Незабаром він був позолочений та розписаний. Внутрішня ошатність храму сильно постраждала під час пожежі в 1970 році. Під час ремонту церкви у листопаді 1972 р. за вівтарем був виявлений мармуровий саркофаг з останками людини, які ідентифікували як мощі святого Лазаря, які не повністю були вивезені до Константинополя.
За вісім днів до Великодня в Лазареву суботу храмову ікону святого Лазаря носять вулицями Ларнаки під час святкової ходи.

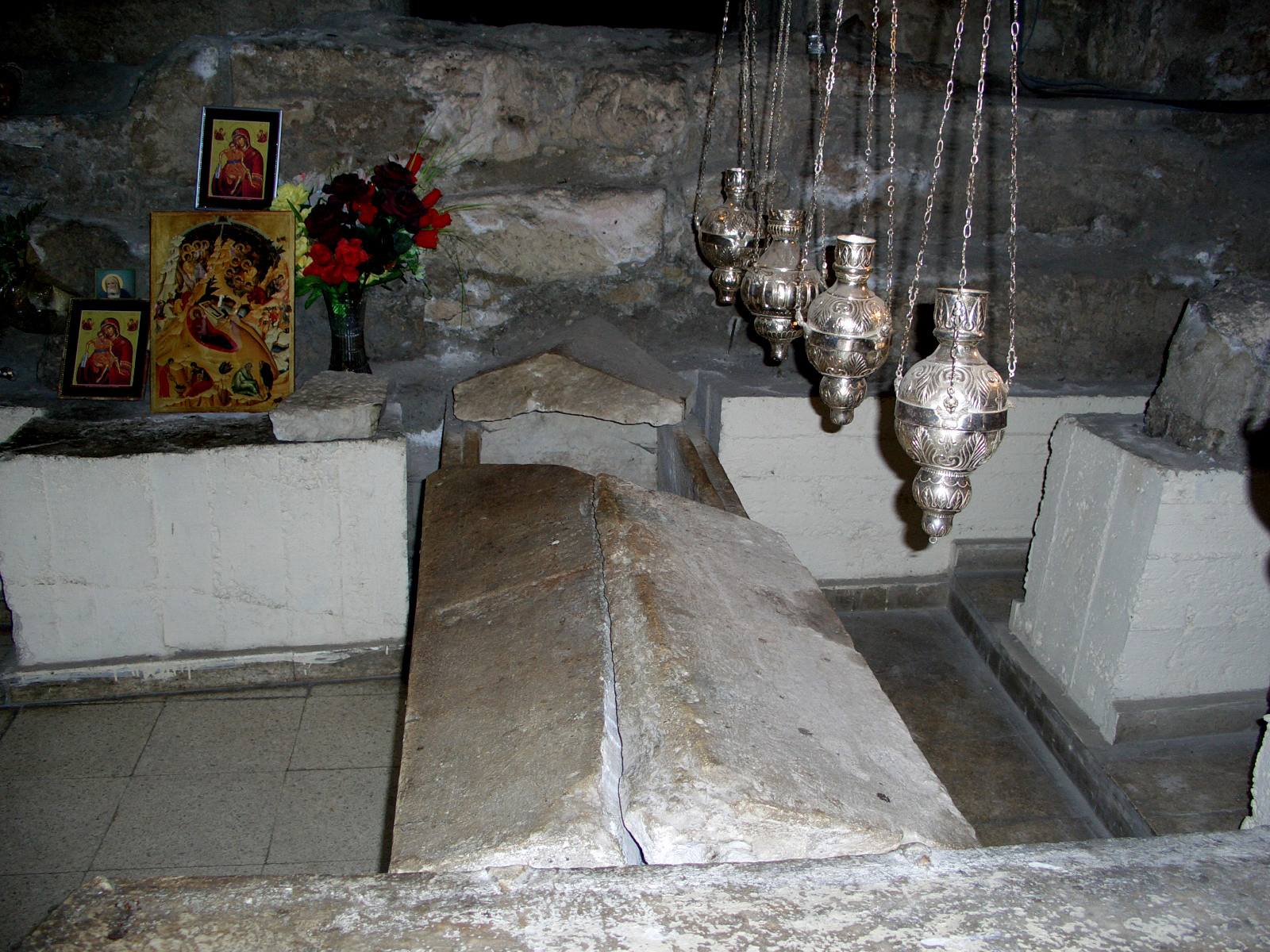
Гробниця святого Лазаря
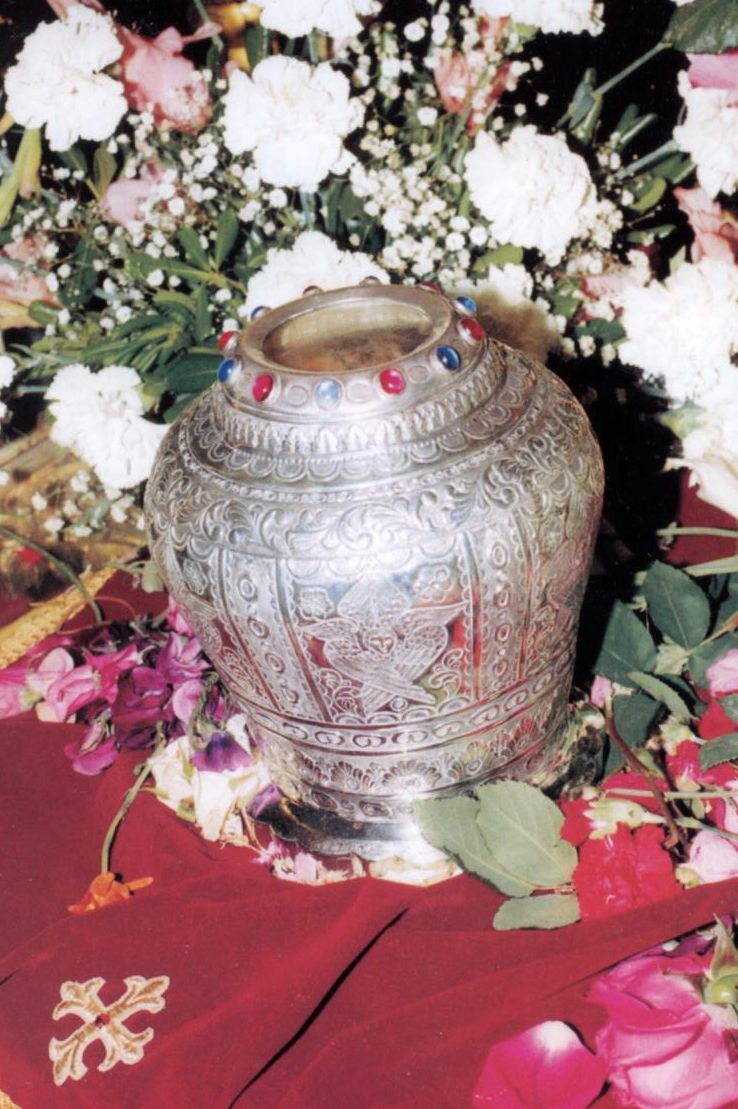
Мощевик з головою святого Лазаря